# Weymouths-Kiefer Sebastian-Bach-Straße 2

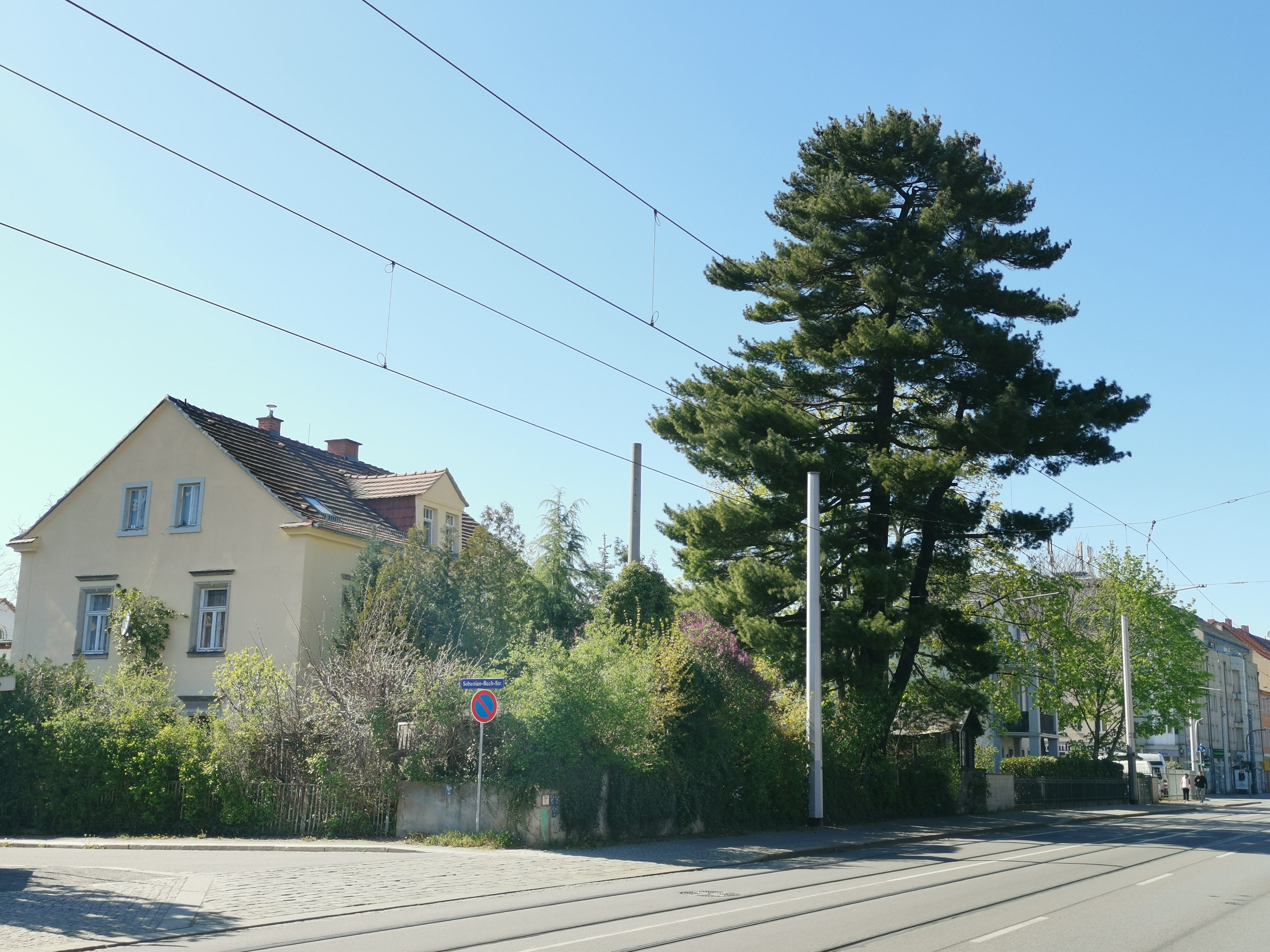
Weymouths-Kiefer an der Tolkewitzer Straße (rechts) mit abgehender Sebastian-Bach-Straße (links)

Die Weymouths-Kiefer Sebastian-Bach-Straße 2 ist ein als Einzelbaum ausgewiesenes Naturdenkmal (ND 139) im Dresdner Stadtteil Blasewitz. Dieses Exemplar der im östlichen Nordamerika heimischen Weymouth-Kiefer (Pinus strobus) mit seinem Stammumfang von fast 3 Metern und einem Kronendurchmesser von 14 Metern „bereichert und prägt […] das Straßenbild in besonderem Maße“.

## Geographie
Der Baum steht in Blasewitz neben der Tolkewitzer Straße 14 auf dem Eckgrundstück Sebastian-Bach-Straße 2 (Flurstück 104), schrägrechts hinter dem respektive nördlich vom Wohnhaus, etwa einen Meter entfernt vom Geweg der Tolkewitzer Straße.

## Schutzgegenstand

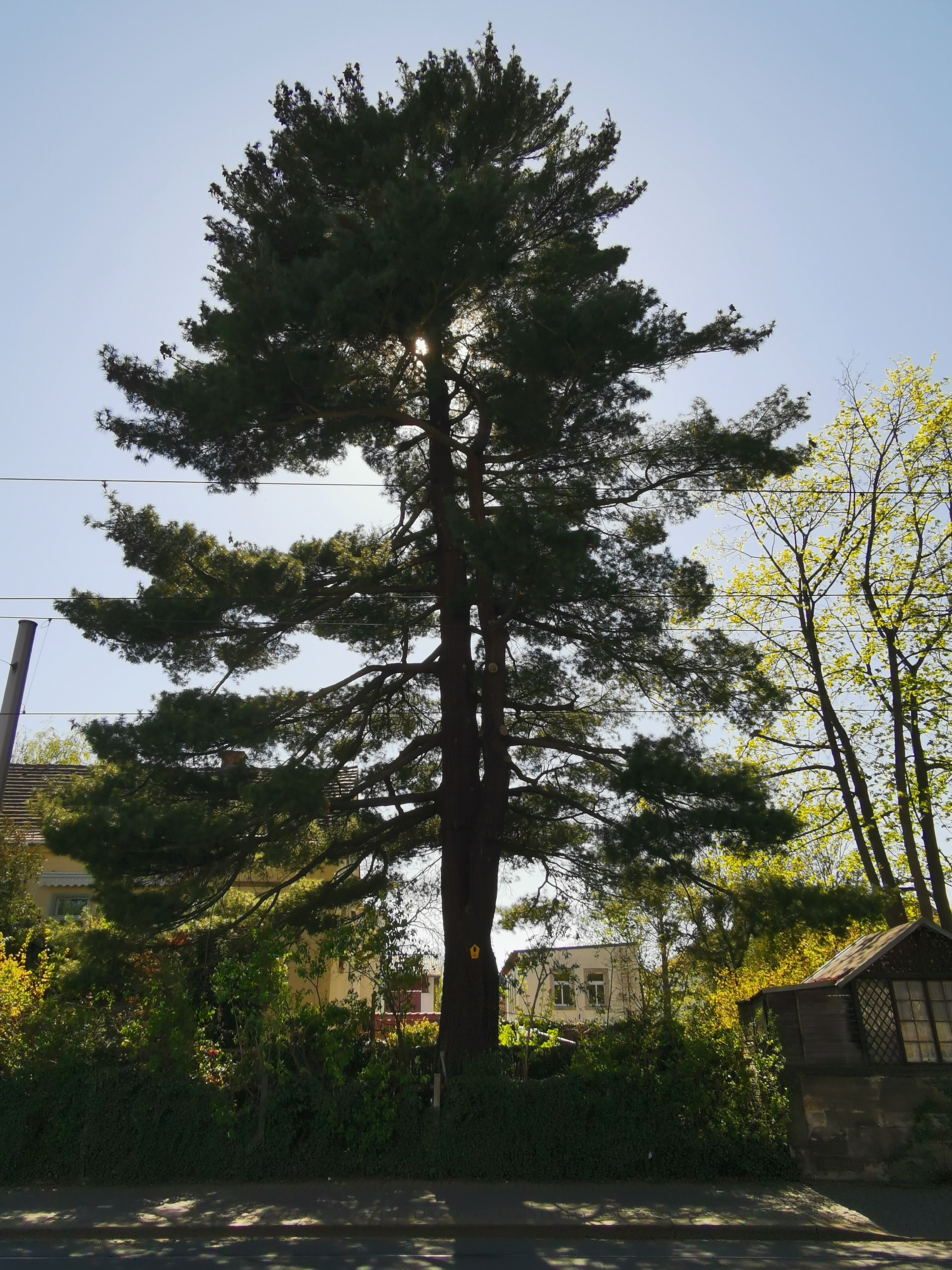
Weymouths-Kiefer von der Tolkewitzer Straße aus

Die Landeshauptstadt Dresden als untere Naturschutzbehörde war Anfang der 2010er Jahre bestrebt, „39 besonders wertvolle Bäume an 29 Standorten“ als Naturdenkmale auszuweisen. Im Stadtteil Blasewitz betraf dies diese Weymouths-Kiefer sowie die beiden Eiben Tolkewitzer Straße 30. Die Festsetzung als Naturdenkmal erfolgte im Januar 2015 mittels einer Verordnung.
Der Schutzbereich rings um den Baum erstreckt sich unter der gesamten Krone zuzüglich fünf Metern, mindestens jedoch 11 Meter von der Mitte des Stamms.